# Achrotelium
Achrotelium — рід грибів родини Chaconiaceae. Назва вперше опублікована 1928 року.

## Класифікація
До роду Achrotelium відносять 5 видів:
- Achrotelium hemidesmi (Бангладеш)
- Achrotelium ichnocarpi (Філіппіни)
- Achrotelium lucumae (Куба)
- Achrotelium rhodesicum (Замбія)
- Achrotelium urerae (Кот-д'Івуар)